# Мелс (ім'я)
Мелс (рос. Мэлс) — чоловіче ім'я, що було розповсюджено в Радянському Союзі та з'явилося у перші десятиліття правління більшовицького режиму.

## Походження
Ім'я Мелс було утворена з перших літер прізвищ соціалістичних діячів: Карла Маркса, Фрідріха Енгельса, Володимира Леніна та Йосипа Сталіна.

## Кінематограф
- Мелс — головний персонаж російського фільму «Стиляги» (2008).